# Cujanda
Cujanda ou Cujande (Khujand ou Khujand; em tajique:  Хуҷанд ou خجند, em russo:  Худжанд) (Khodjend ou Khojent até 1939 e Leninabade até 1992), é a segunda maior cidade do Tajiquistão. Está situada às margens do rio Sir Dária.
A sua população é de 170 000 habitantes segundo um censo realizado em 2014. É a capital da província de Sughd.

## História

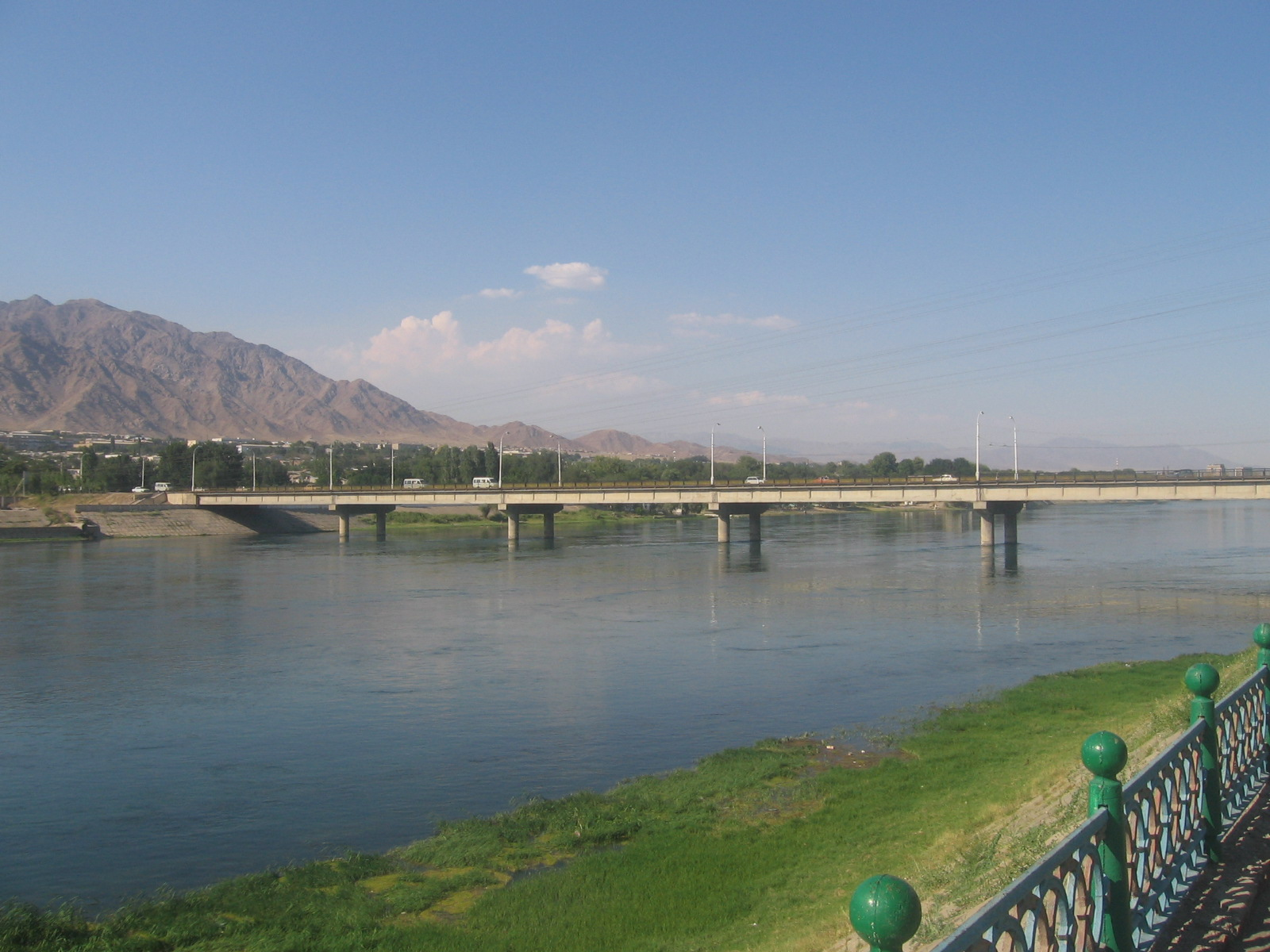
Vista de Cujanda

Após a invasão de Alexandre, o Grande em 329 a.C. foi construída uma colónia grega nas proximidades e nomeada Alexandria Escate (Ἀλεξάνδρεια Ἐσχάτη) ou "Alexandria mais distante". Ele teria formado um bastião para os colonos gregos contra as tribos citas ao norte do Sir Dária, que os gregos chamavam o rio Jaxartes. Tornou-se um grande ponto de paragem na Rota da Seda ao norte. Alguns famosos poetas persas e cientistas vêm desta cidade. Cujanda é parte integrante do mundo cultural iraniano.
Cujanda foi tomada pelos exércitos islâmicos no século VIII e incorporada ao Califado Abássida no fim do século IX. Retornou depois ao reino local e, eventualmente, incorporada ao nativo Império Samânida. Foi conquistada pelo Canato Caracânida em 999. O Canato Caraquitai conquistou-a em 1137, mas foi passado ao império Corásmio em 1211. Em 1220, que mais resistiram às hordas mongóis e foi, assim, lançaram a perder. No século XIV, fez parte do Canato Chagatai da Ásia Central, apenas para ser incorporada no domínio timúrida no fim do século XVI. A dinastia xaibânida de Bucara próxima anexo Cujanda, durando até a sua tomada pela Canato de Cocanda em 1802. Mas, Bukhara recuperou-o em 1842. Em 1866, como a maioria da Ásia Central foi ocupada pelo Império Russo, a cidade tornou-se parte da província do Turquestão russo e então União Soviética até 1991. Em 1929 foi incorporada a República Soviética do Tajiquistão (RSS Tajique) após delimitadora para RSS uzbeque entre 1924 e 1929. Com a independência do Tajiquistão, Cujanda é hoje a segunda maior cidade da nação. A cidade foi rebatizada Leninabade em 27 de outubro de 1939, e restabelecida em 23 de dezembro de 1970. Voltou ao seu nome original em 1992, após a dissolução da União Soviética, e agora está na República do Tajiquistão